# Arnèke
 Arnèke  (en neerlandés Arneke) es una población y comuna francesa, en la región de Norte-Paso de Calais, departamento de Norte, en el distrito de Dunkerque y cantón de Cassel.

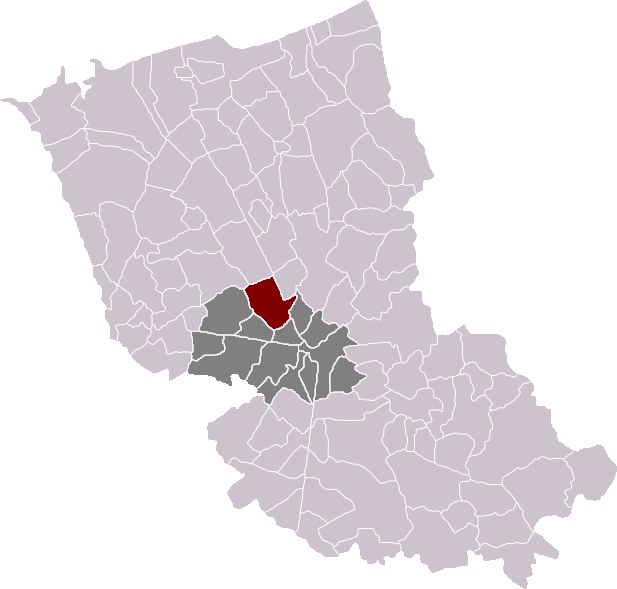
Arnèke en el distrito de Dunkerque.

## Demografía
| 1316 | 1256 | 1390 | 1474 | 1568 | 1549 |
| Para los censos de 1962 a 1999 la población legal corresponde a la población sin duplicidades (Fuente: INSEE [Consultar]) |      |      |      |      |      |